# 律姓
律姓，一個罕見中文姓氏。

## 來源
中國山西省社会科学院家谱研究中心专家認為：1、耶律氏所改。2、斛律氏所改。3、汉王莽时，有律人（官名），后人以官名为氏。

## 外部連結
[在维基数据编辑]
 《欽定古今圖書集成·明倫彙編·氏族典·律姓部》，出自陈梦雷《古今圖書集成》